# Diaphus holti
El rafino corto (Diaphus holti), es una especie de pez marino de la familia de los mictófidos o peces linterna.

## Morfología
Su longitud cuando alcanza la madurez es de unos 5 cm y la longitud máxima descrita es de 7'0 cm, Son luminiscentes, con hileras de fotóforos a lo largo de su cuerpo.

## Distribución y hábitat
Es un pez marino bati-pelágico de aguas profundas, oceanódromo, que habita en un rango de profundidad entre 40 y 777 metros Se distribuye por el este océano Atlántico por debajo de los 50° de latitud norte, por gran parte del mar Mediterráneo, el mar Negro y algunas capturas en el oeste del océano Índico.
Es un pez oceánico de alta mar, que realiza migraciones diarias en vertical, de forma que durante el día baja entre 225 y 650 metros de profundidad mientras que durante la noche sube a una zona más superficial entre 40 y 275 metros, exhibiendo una estratificación por tamaños encontrándose las hembras adultas por debajo de los 450 m. Se sabe que en el Mediterráneo los juveniles realizan migraciones.
Esta especie es un depredador oportunista, alimentándose de copépodos, eufáusidos, ostrácodos y otros peces. El desove tiene lugar en primavera y verano.